# Міністерство охорони здоров'я Польщі
 Міністерство охорони здоров'я Польщі (пол. Ministerstwo Zdrowia) є одним з міністерств Республіки Польща. Його нинішній міністр — Адам Недзельський.

## Історія
- Міністерство охорони здоров'я (1918—1923)
- Міністерство праці, соціального забезпечення та охорони здоров'я (1944—1945)
- Міністерство охорони здоров'я (1945—1960)
- Міністерство охорони здоров'я та соціального забезпечення (1960—1999)
- Міністерство охорони здоров'я (1999-нині)